# Ullapool
Ullapool (/ˈʌləpuːl/ (del gaélico escocés: Ullapul o Ulapul) [ˈul̪ˠapʰul̪ˠ]) es un pequeño pueblo del condado de Ross and Cromarty en Highlands, Escocia. A pesar de su tamaño, se trata del asentamiento más grande a kilómetros a la redonda.
Fundado en 1788 como un puerto pesquero del arenque. Diseñado por Thomas Telford, a la orilla este de Loch Broom. El puerto es todavía el centro del pueblo, aparte de su utilización para yates y como base para ferries a Stornoway, que conecta con las Hébridas exteriores. Dispone de un pequeño museo, un centro de artes, una piscina pública, campo de golf, servicios médicos y un colegio así como varios bares (pubs).

## Galería

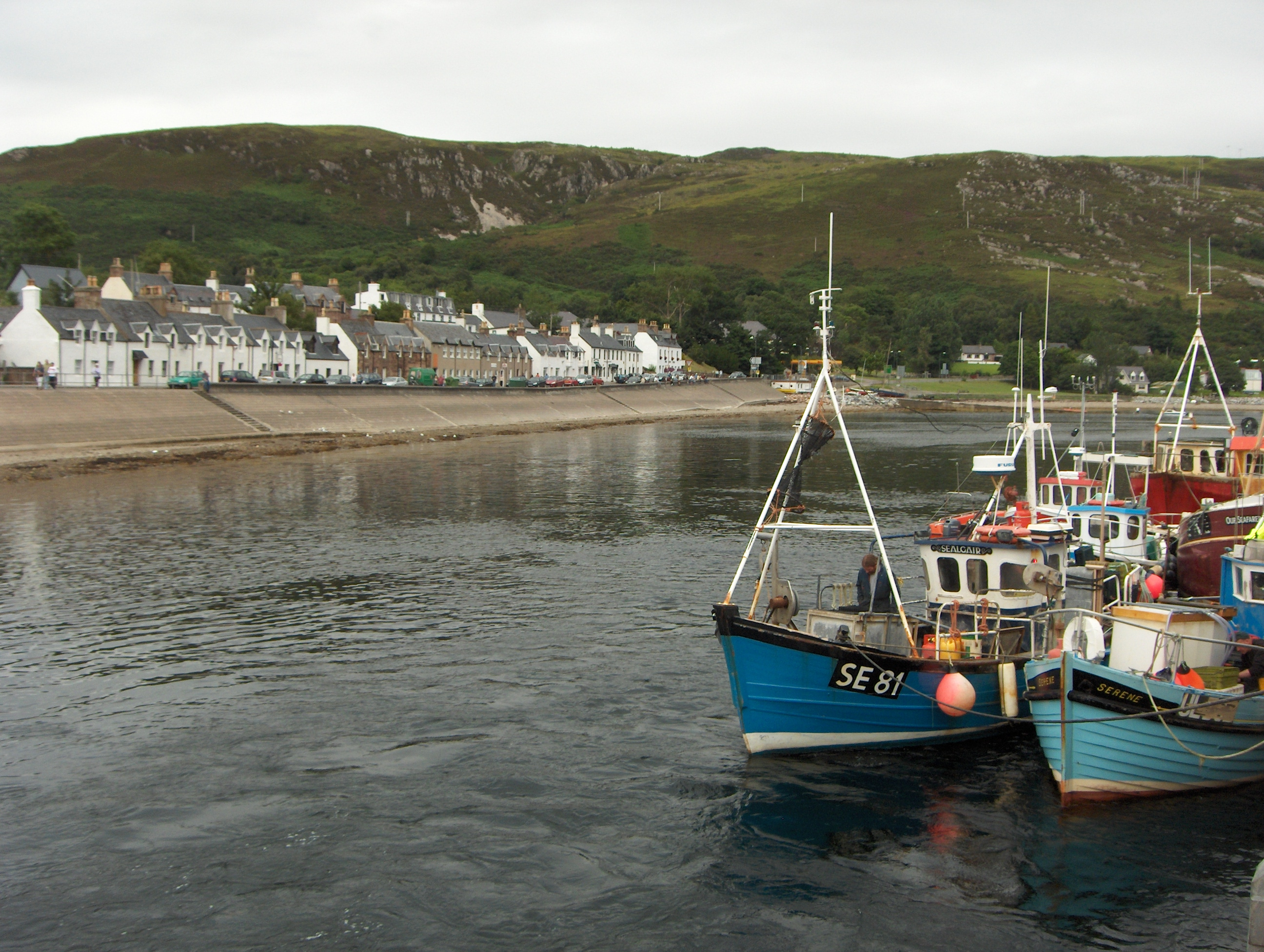
Ullapool
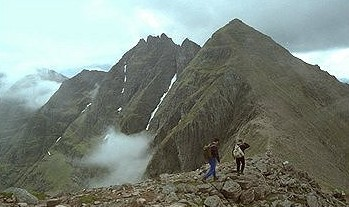
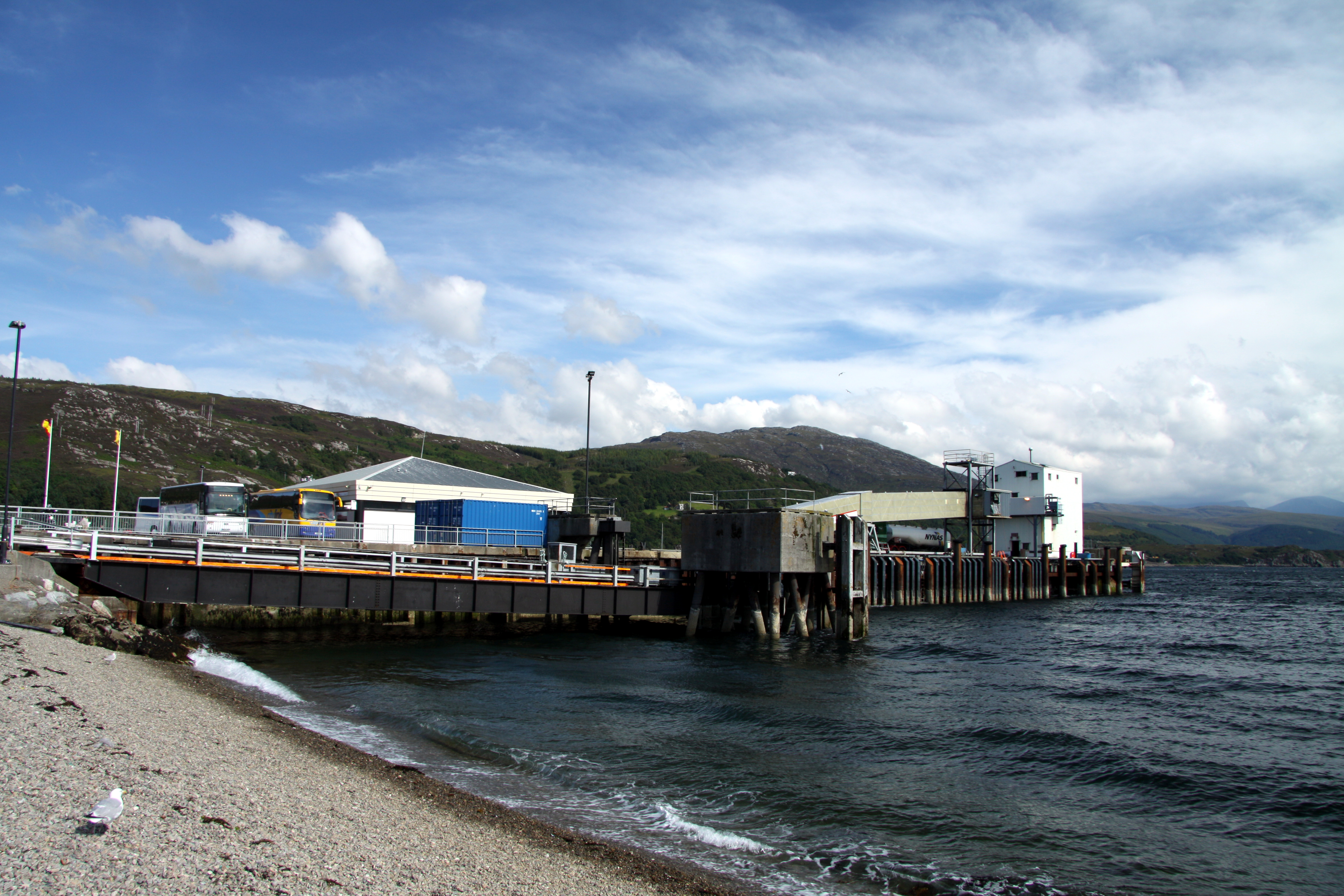
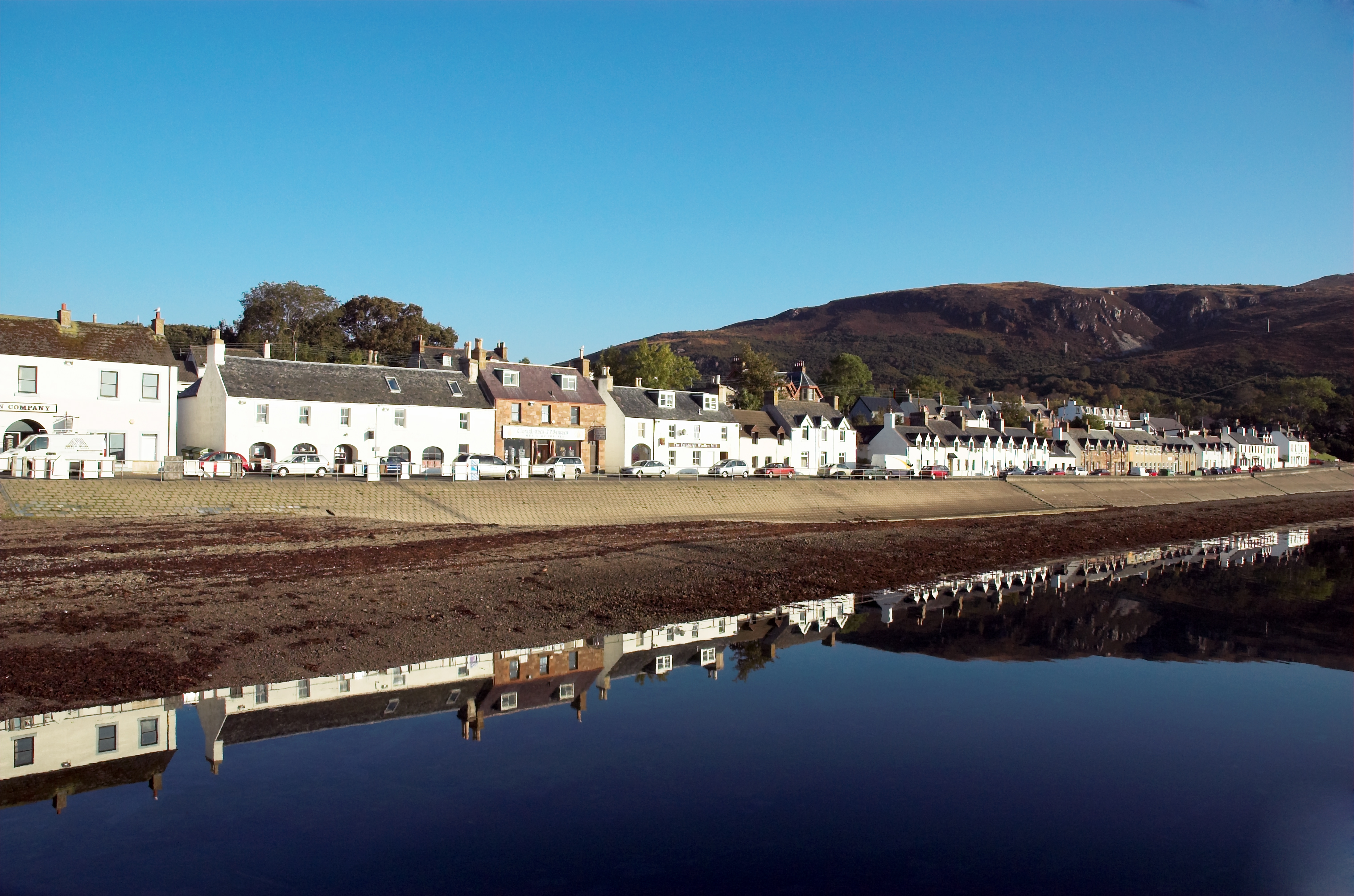